# Almkäse
L'almkäse és un formatge de pasta premsada cuita elaborat amb llet de vaca a la regió italiana de Trentino - Alto Adige. El nom prové de l'alemany "pastures alpines".
És un dels formatges més antics de Bolzano. La producció es concentra al sector nord-occidental de la província de Bolzano. Les esctructures més importants es troben als caseifici de Lagundo i Sesto Pusteria, sobretot a les pastures de la Val Venosta, Val d'Ultimo i l'alta Valle Isarco.
Es produeix exclusivament des de mitjan juny fins a mitjan setembre als alpeggio. S'elabora amb una part de llet sencera i una part de desnatada. Les peces es voltegen i es raspallen tots els dies durant els tres primers mesos, fins que adquireix un color entre blanc marfil i groc palla esquitxat de petits forats.
El gust, característic d'herbes de muntanya, i depenent del grau de maduració passa d'un gust dolç en la seva joventut a intens i picant en la màxima maduració.